# Marina di Camerota

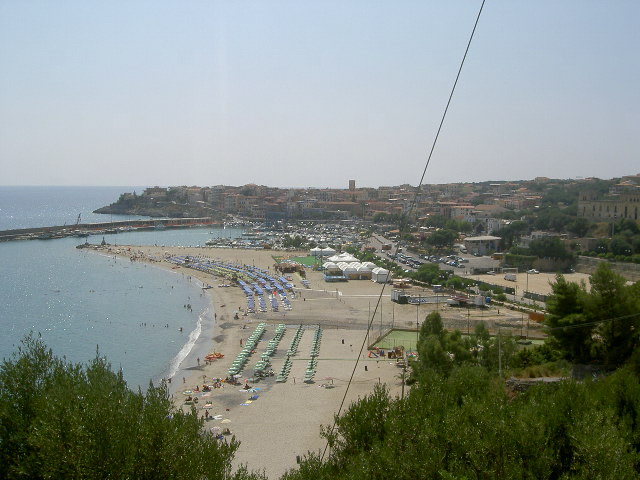
Marina di Camerota

Marina di Camerota ist ein italienischer Küstenort im Cilento mit etwa 3500 Einwohnern und Zentrum des zweitgrößten Nationalparks in Italien (UNESCO-Weltkulturerbe). Er ist ein Ortsteil der Gemeinde Camerota in der Provinz Salerno (Kampanien).
Der Ort liegt am Tyrrhenischen Meer, die Postleitzahl ist 84059 und die Vorwahl lautet (+39) 0974. Das Demonym für die Einwohner ist Marinai.

## Geschichte
Marina di Camerota (resp. Camerota Alta, Oben am Berg) war ein Ort der Auswanderung nach Venezuela im 19. Jahrhundert. Die Verbindung zu dem südamerikanischen Land ist noch stark, so heißt heute noch die Hauptstraße Via Bolivar. Die größeren Häuser in Marina wurden von den Rückkehrern aus Venezuela erbaut, deren Nachkommen heute noch ein großer Teil des Bodens gehört. Die „Venezolaner“ ließen sich vor allem im Westen des Gemeindegebietes nieder, der östliche Teil (altes Castello und Palazzo dei Marchesi) war eher dem (niederen) Adel vorbehalten.
Trotz des Touristenbooms seit den 1960er Jahren, der eigentlich nur die vielen Campingdörfer zwischen Marina und Palinuro betrifft, hat der Ort außerhalb der Sommermonate den Charakter eines ruhigen Fischerdorfs bewahrt.

## Geographie
Der Ort liegt etwa 200 km südlich von Neapel und 90 km von Salerno auf dem vierzigsten Breitengrad. Die Küste ist in diesem Bereich sehr abwechslungsreich. Marina di Camerota ist ein beliebtes Seebad für Erholungssuchende aus ganz Italien und Tourismuszentrum der italienischen Region Kampanien. Seit 1991 ist der Ort Bestandteil des Nationalparks Cilento und Vallo di Diano sowie Mitglied der Costiera Cilentana.

## Verkehr
Es bestehen stündliche Busverbindungen zum Bahnhof von Pisciotta-Palinuro. Der Hafen wird durch Fischer und Touristen genutzt und verfügt über eine Tankstelle sowie eingeschränkte Wartungs- und Reparaturmöglichkeiten. Es gibt einen Stützpunkt der Küstenwache. In den Sommermonaten bieten lokale Reiseagenturen kostengünstige Direkt-Shuttle-Busse zum Flughafen Neapel an. Die Schnellstraße 18 ist in ca. 20 Minuten erreichbar und bietet eine sehr gute Verbindung zur Autobahn A3 (Anschluss Battipaglia).

## Wirtschaft und Natur
Haupterwerbszweige der Einwohner sind der Tourismus, der Wein- und Olivenanbau im Hinterland sowie die Fischerei. Das Dorf hat von 2003 bis 2007 jedes Jahr die Blaue Flagge für seine Badewasserqualität erhalten. Das mondäne Camerota ebenso wie Palinuro haben im Jahr 2013 erneut die Auszeichnung für beste Wasserqualität erhalten. Naturismus wird von den städtischen Behörden am Strand „del Troncone“ erlaubt. Viele Fischer bieten in den Sommermonaten ihre Dienste als „Charter-Kapitän“ an und bringen Touristen in die umliegenden Buchten des Nationalparks. Von dem Ort aus gibt es zahlreiche Möglichkeiten, die Natur zu erkunden. Für Wanderungen ist die beste Jahreszeit zwischen April und Juni sowie im September.
Das wichtigste Fest der Stadt ist das Festa di San Domenico, es findet jedes Jahr am 4. August statt. Wie in Italien üblich, wird die Gegend vom 1. bis 15. August von überdurchschnittlich vielen Touristen besucht. Grund hierfür ist auch das traditionelle Ferragosto. In dieser Zeit gibt es besonders viele kulturelle Events.

## Infrastruktur
Wie in weiten Teilen Italiens üblich, verfügte der Ort lange nicht über eine Kläranlage. Abhilfe hat ein EU-Projekt geschafft, welches zusammen mit der Region Kampagnien 2021 fertiggestellt wurde. Marina di Camerota und die Umlandgemeinden Palinuro und Licusati verfügen nun über Kläranlagen. In Marina di Camerota wurden ca. 89 Mio. Euro in die modernste Anlage an der gesamten Küste investiert.
Gleiches gilt für die Abfallbeseitigung, allerdings wurde insbesondere in Marina di Camerota die „Mülltrennung“ eingeführt. Bisher gab es diverse illegale Deponien, z. B. im Vallone delle Fornaci, wo Abfall ohne Genehmigung abgeladen wird (außerhalb des Nationalparks). Diese Beispiele zeugten von der Ursprünglichkeit, aber auch von der Rückständigkeit der Region. Seit etwa drei Jahren gibt es einen zentralen Müllsammelplatz mit 15 Angestellten, die für Trennung und Entsorgung zuständig sind. Somit wurden seitens der Kommune spürbare Verbesserungen eingeführt.

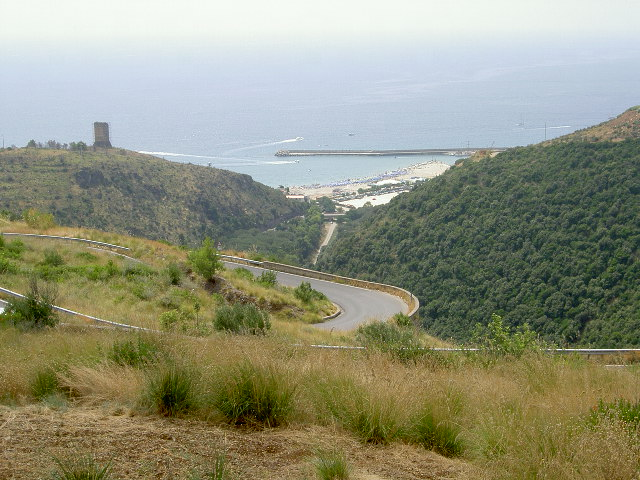
Die Straße nach San Giovanni a Piro
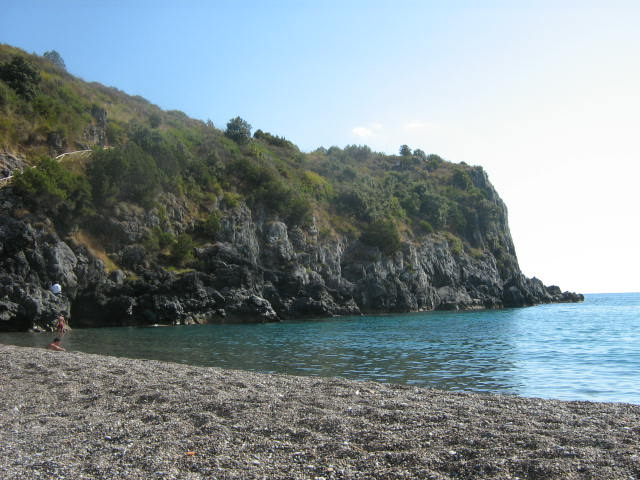
Strand von Lentiscella
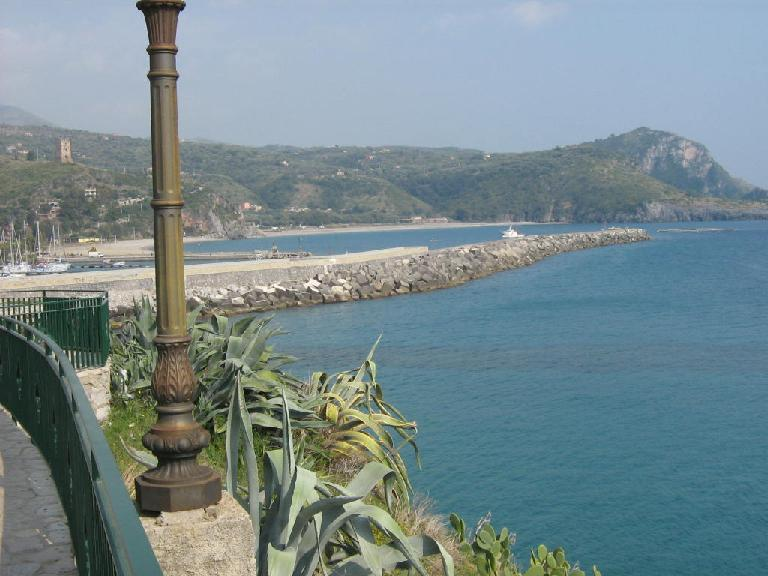
Der Hafen
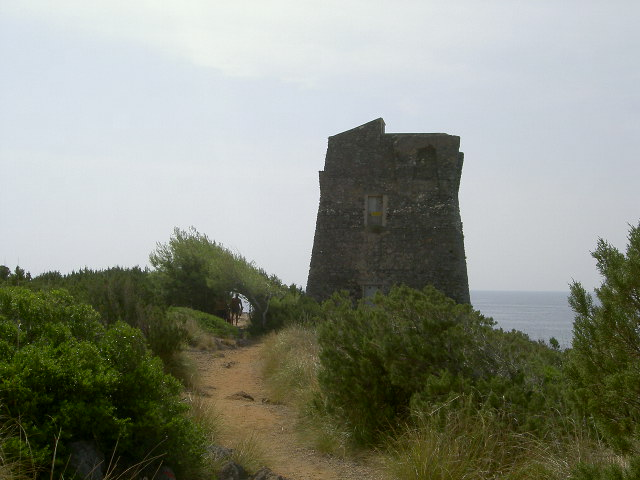
Turm am Lentiscella